# Cappella di Santa Croce (Rocca Canavese)
La cappella della Confraternita di Santa Croce di Rocca Canavese è una cappella che conserva un ciclo di affreschi tardo medievali.

## La storia della Cappella
L'antica cappella dedicata a San Giovanni Battista risale all'XI e XII secolo quando venne costruita come oratorio connesso al vicino castello, baluardo difensivo della Valle del Malone.
Ancor oggi è visibile sul pavimento una pietra tombale che dava accesso alla cripta, luogo di sepoltura dei feudatari che abitavano nella rocca. La sua denominazione deriva dall'essere stata gestita dalla Pia confraternita di Santa Croce. 
Verso la metà del XV secolo, con il consenso dell'allora feudatario, Guido Aldobrandini Biandrate di San Giorgio, la chiesa vide l'ampliamento della sua navata in modo da poter fungere da parrocchiale del paese. Risale agli stessi anni, o poco più tardi, l'avvio del ciclo di affreschi che ornano la volta e la parete di fondo del presbiterio, e parte delle pareti laterali della navata. 
La cappella perse rilievo a partire dagli eventi bellici del 1621, quando essa subì notevoli danni, e più ancora dalla costruzione della nuova parrocchiale (terminata nel 1801), sino ad essere sconsacrata e abbandonata al degrado. Come si evince dalla fotografia dell'esterno scattata prima dell'odierno restauro,  si stentava a riconoscere la presenza dell'antico edificio religioso. Passata in proprietà al Comune di Rocca Canavese, la cappella ha visto in tempi recenti l'avvio dei lavori di manutenzione, assieme al meritorio restauro dei suoi importanti affreschi.
I lavori si sono conclusi con un radicale restauro conservativo, che ha interessato le strutture in muratura (con l'inserimento di tiranti), le facciate ed il tetto in lastre di pietra posate a secco. L'inaugurazione ufficiale si è tenuta il 22 ottobre 2011 e oggi la cappella, tornata all'antico splendore, è sede di mostre e di altre attività culturali.

## Gli affreschi tardo gotici

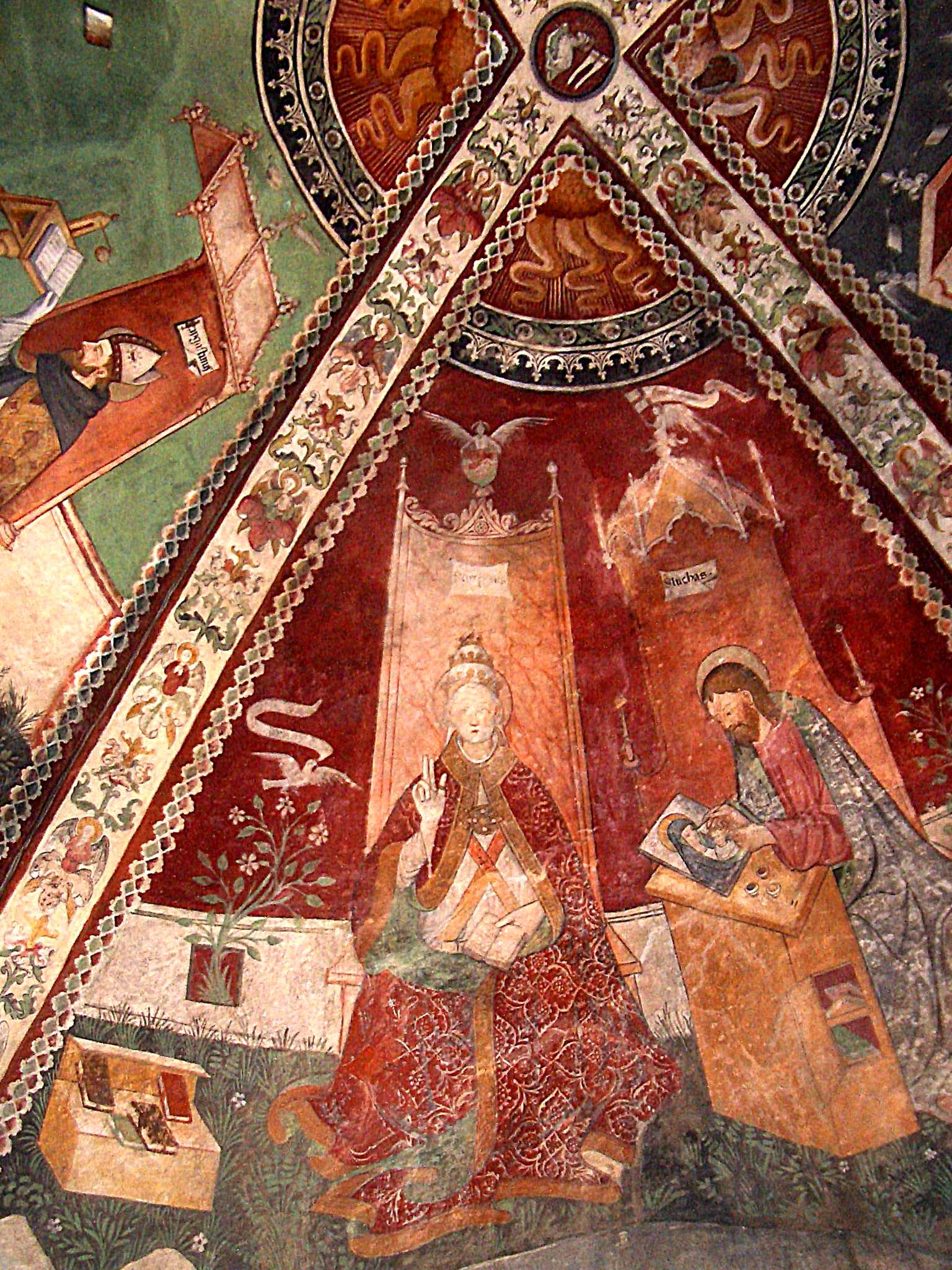
Affreschi della volta, San Luca e San Gregorio Magno, metà del XV secolo

Di particolare interesse sono i dipinti che ornano le vele della volta, con le quattro scene separate tra loro da costoloni che si dipartono al centro, dall'immagine dell'agnello mistico e corrono lungo gli archi a sesto acuto della volta, decorati con motivi di angeli erbe e fiori che compongono arabeschi di gusto tardo gotico lombardo. Al centro della volta, sotto i costoloni, si riconosce il monogramma di San Bernardino, santo che doveva essere, sin da quegli anni, oggetto di speciale devozione, visto anche che una sua immagine è raffigurata su uno dei pilastri del presbiterio. 
Ognuna delle quattro scene poste sulla volta raffigura un Evangelista (reso riconoscibile anche dal suo simbolo nel tetramorfo) ed un Dottore della Chiesa, abbinati tra loro secondo un preciso programma iconografico: San Marco con San Girolamo; San Luca con San Gregorio Magno; San Giovanni con Sant'Agostino; San Matteo con Sant'Ambrogio.
Le quattro scene (con sfondi granata, blu e verde chiaro) formano nel loro complesso una sorta scriptorium medievale, posto però non dentro le mura di un'abbazia, ma all'aperto, su tappeti erbosi impreziositi da arbusti fioriti, nella calma di una sorta hortus conclusus. Gli Evangelisti sono raffigurati mentre lavorano sul loro scrittorio, mentre i Dottori della Chiesa, ammantati da ricchi paludamenti, sono assisi su eleganti tronetti con alto schienale: si tratta di mobili di foggia fantastica (sormontati da curiose figure angeliche) e disegnati con una prospettiva alquanto incerta. Le scene esprimono soprattutto serenità, ingentilite come sono una serie di giocosi spunti narrativi: Marco è intento a temperare il suo lapis, Gerolamo ha lasciato la lettura per togliere la spina al leone, Luca sta completando il ritratto della Madonna,...

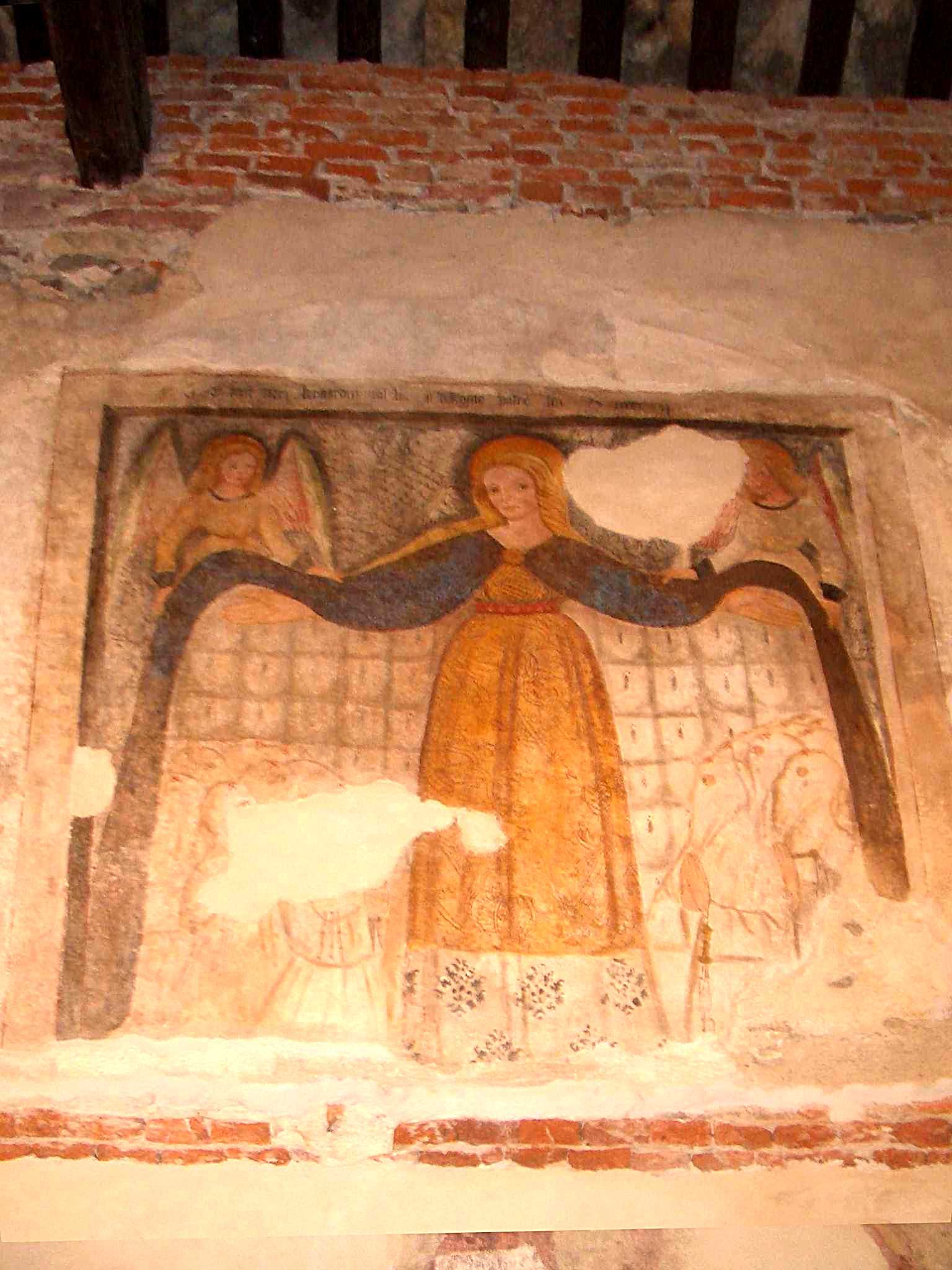
Affresco della Madonna della Misericordia

Non si conosce l'autore delle scene affrescate; i suoi modi stilistici sono espressione del gusto miniaturistico e cortese proprio dell'arte tardo gotica, con intonazioni che li collegano alla pittura lombarda di quel periodo.
(Aldo Moretto, op. cit. in bibliografia)
Gli altri affreschi presenti nella cappella - parte dei quali sono stati riportati alla luce dai recenti restauri- hanno datazioni che coprono un arco temporale che va verosimilmente dalla seconda metà del XV alle prime decadi del XVI secolo. 
Sulla parete di fondo del presbiterio è raffigurata la immagine di Dio Padre che stende le sue braccia verso la sottostante scena del Compianto sul Cristo morto. La figura della Madonna, avvolta in un ampio manto nero e il corpo irrigidito del Cristo fanno pensare all'intervento di un pittore di probabile derivazione provenzale
Nella fascia sottostante troviamo, - eseguita con un linguaggio pittorico alquanto convenzionale - la teoria degli Apostoli posti tra loro in una situazione di dialogo a coppie; ognuno è reso riconoscibile dai consueti elementi iconografici, e tiene in mano un cartiglio con i versi del Credo. Al centro sta la figura di San Giovanni Battista al quale la chiesa era dedicata. 
Sulle altre pareti della cappella troviamo innumerevoli figure di santi, che dovevano essere oggetto di particolare devozione popolare. Tra gli altri, si riconoscono una Santa Apollonia (a cui piedi è inginocchiata la figura ormai poco leggibile del probabile committente), un San Sebastiano insolitamente raffigurato con la barba, un Sant'Antonio abate, una Santa Liberata con in braccio due infanti.
Più in altro, sulla parete sinistra della navata, è raffigurata la Madonna della Misericordia che protegge sotto il suo manto i membri della Confraternita dei disciplinati di San Giovanni Battista, vestiti con saio e cappuccio bianco. Sulla parete destra, ancora in lato, è raffigurata una Madonna del Latte circondata da angeli musicanti, posta all'interno di una struttura architettonica, che - stante l'uso corretto della prospettiva e stanti vaghi richiami all'arte di Martino Spanzotti – denuncia una datazione ormai cinquecentesca.

## Altre immagini

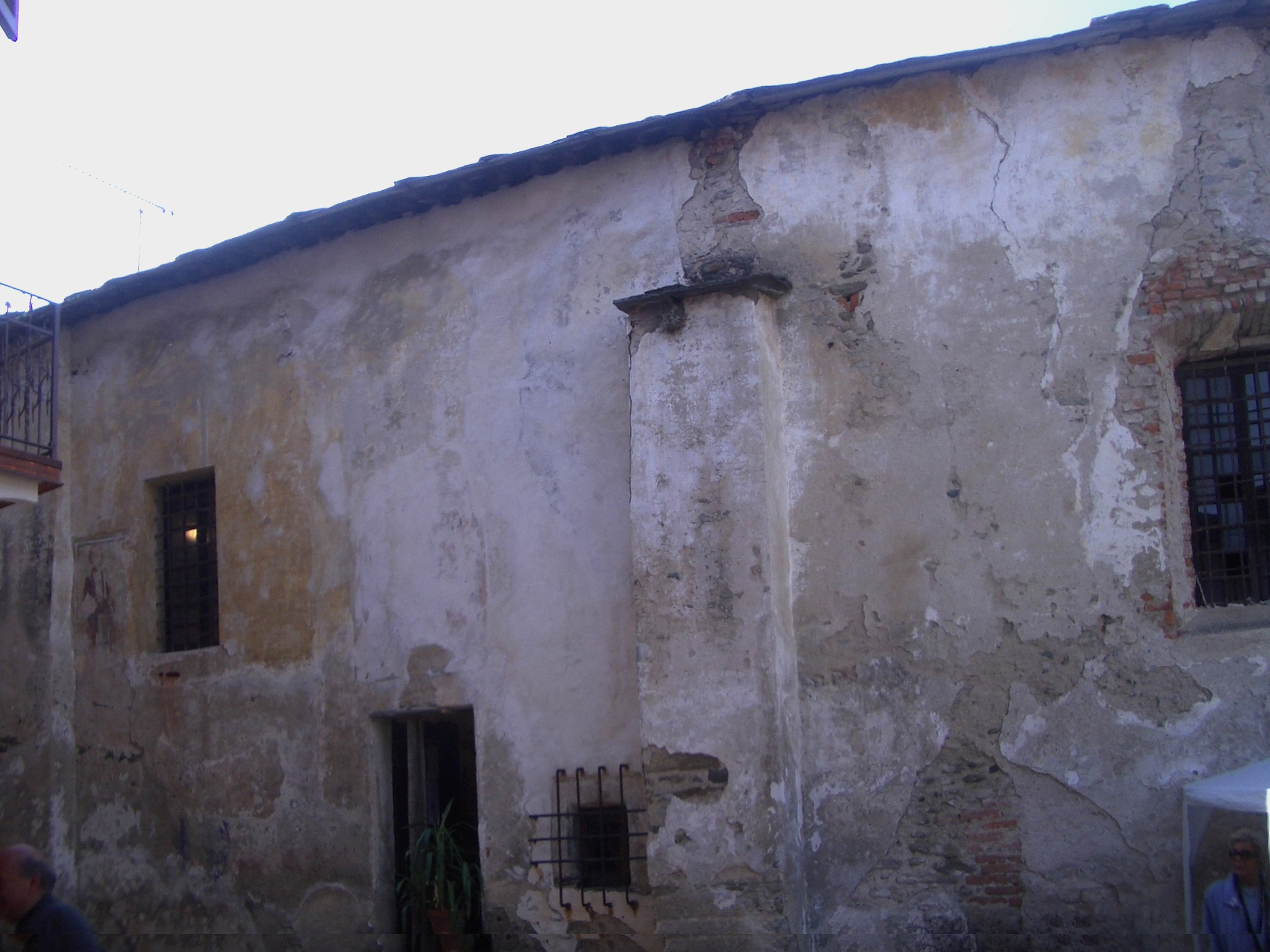
La Cappella dal modesto aspetto esterno
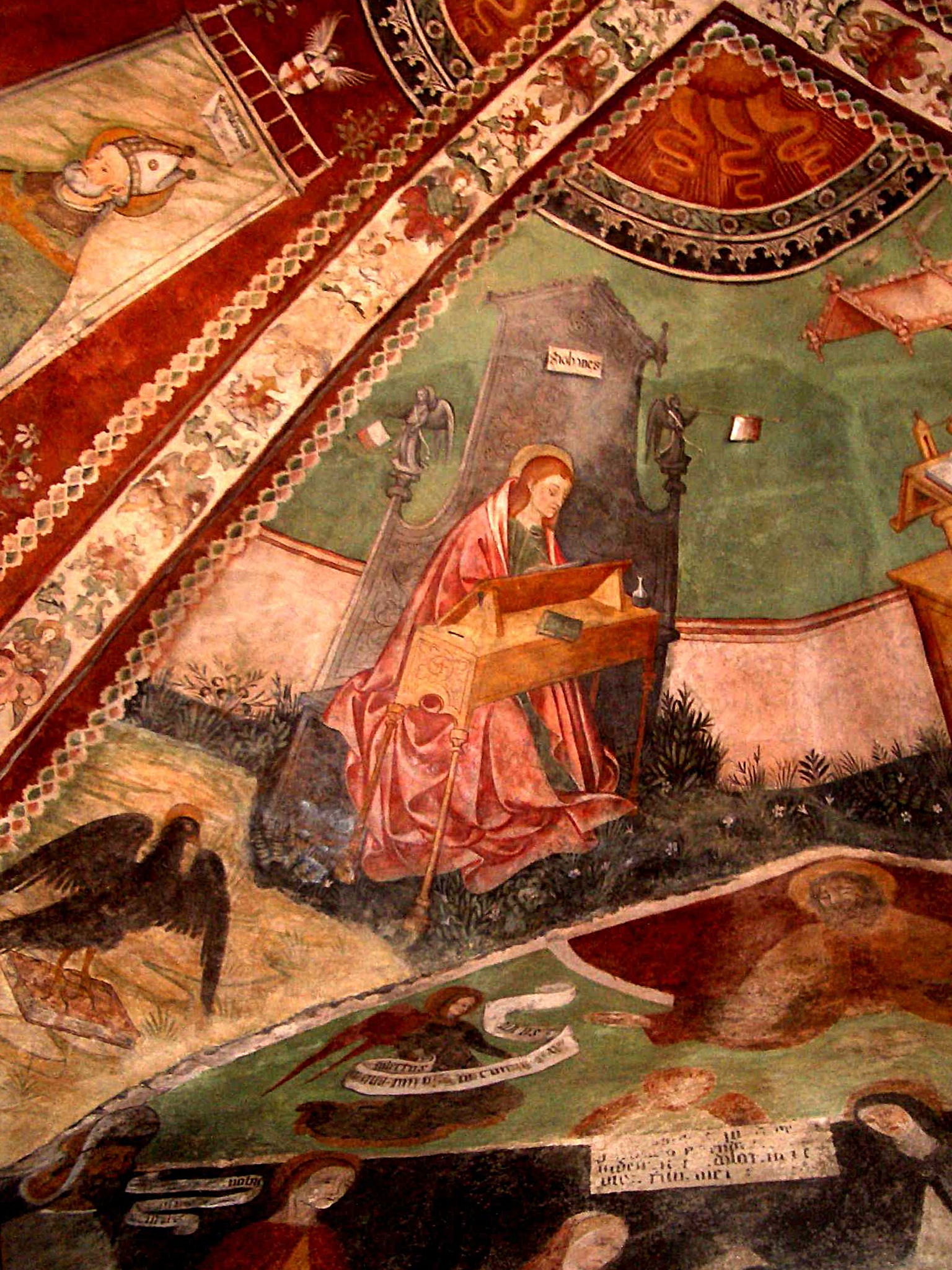
Affreschi della volta, San Giovanni Evangelista
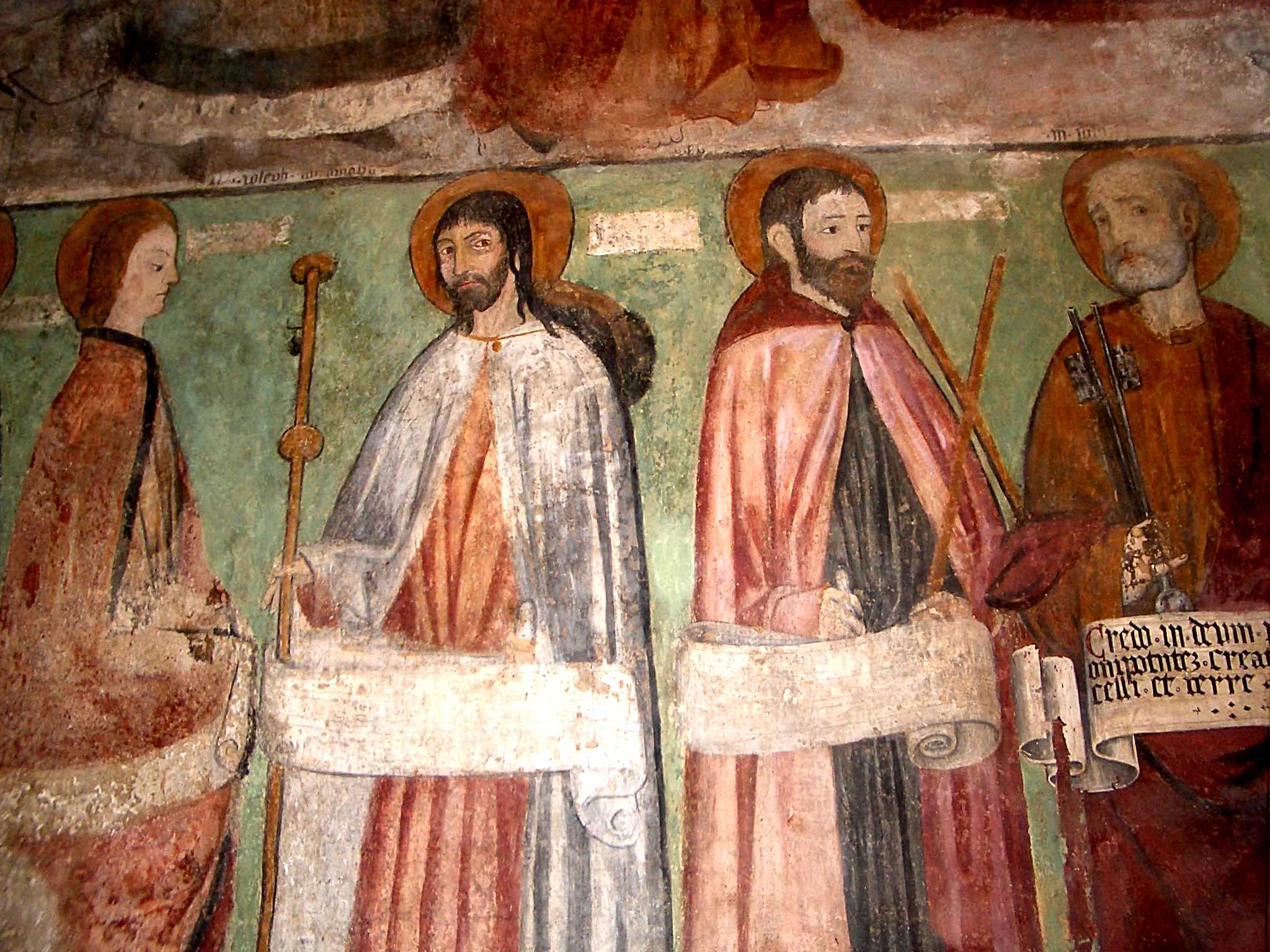
Affreschi del presbiterio, Apostoli
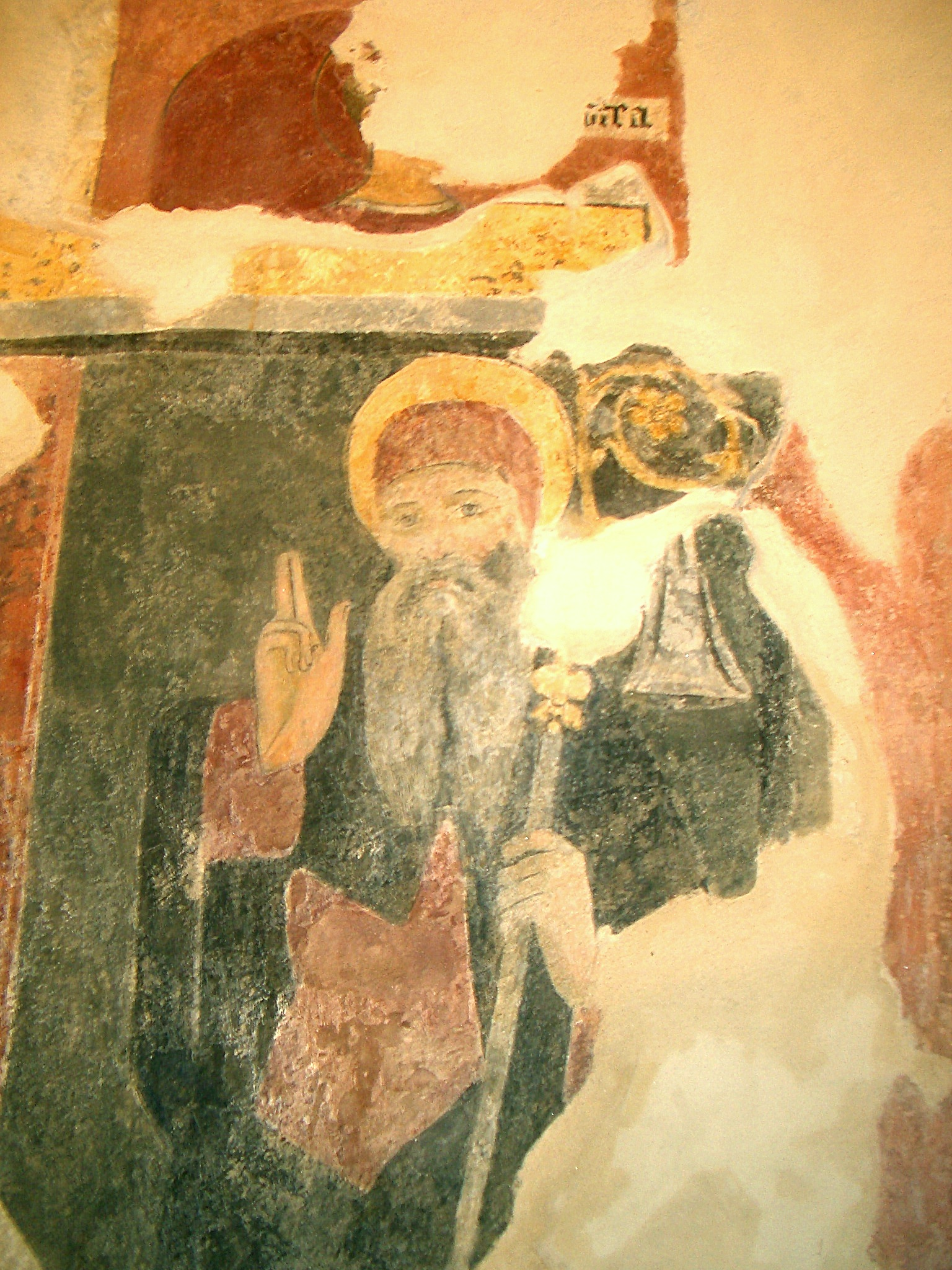
Affreschi della navata, Sant'Antonio abate
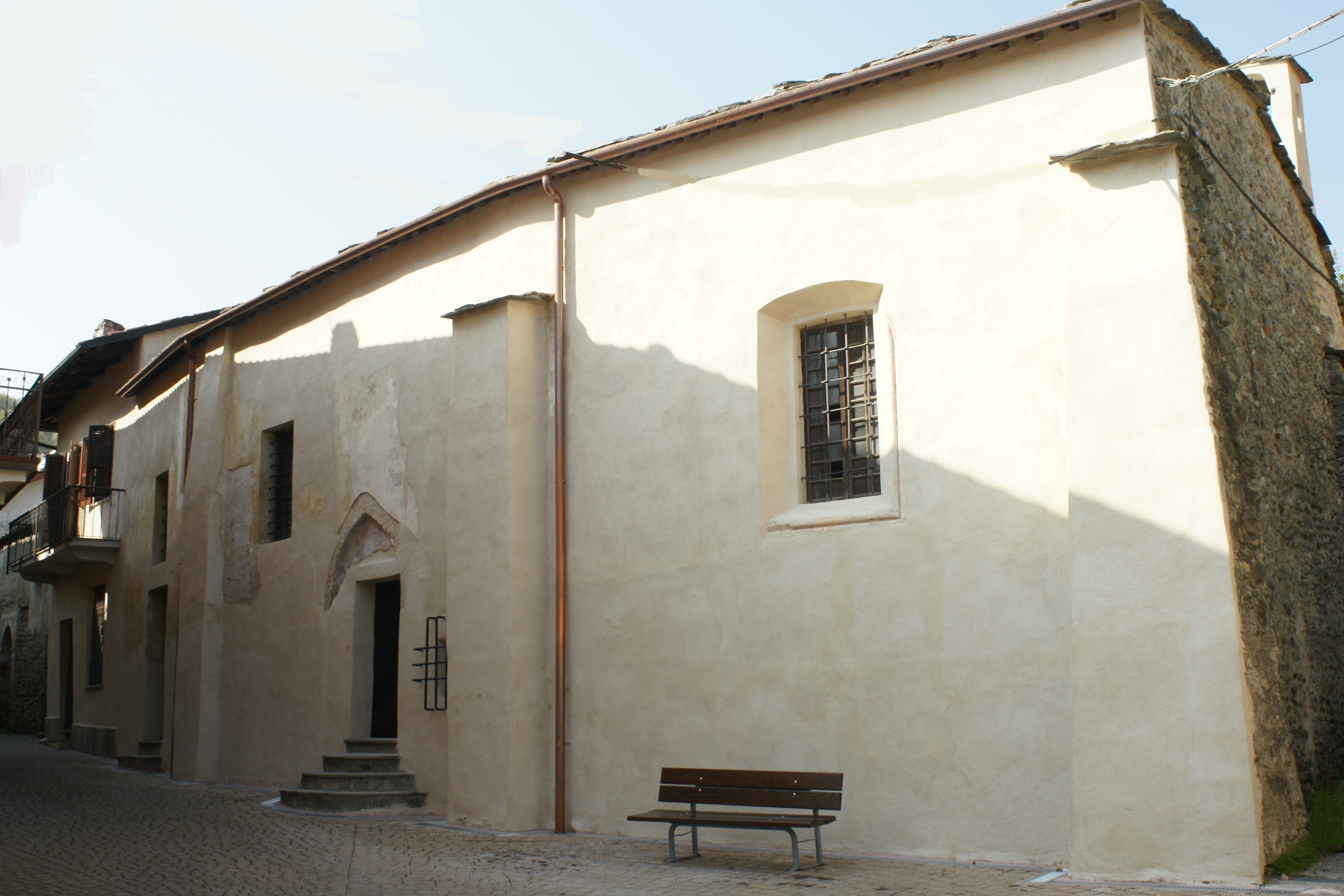
Esterno della Cappella dopo il restauro del 2011
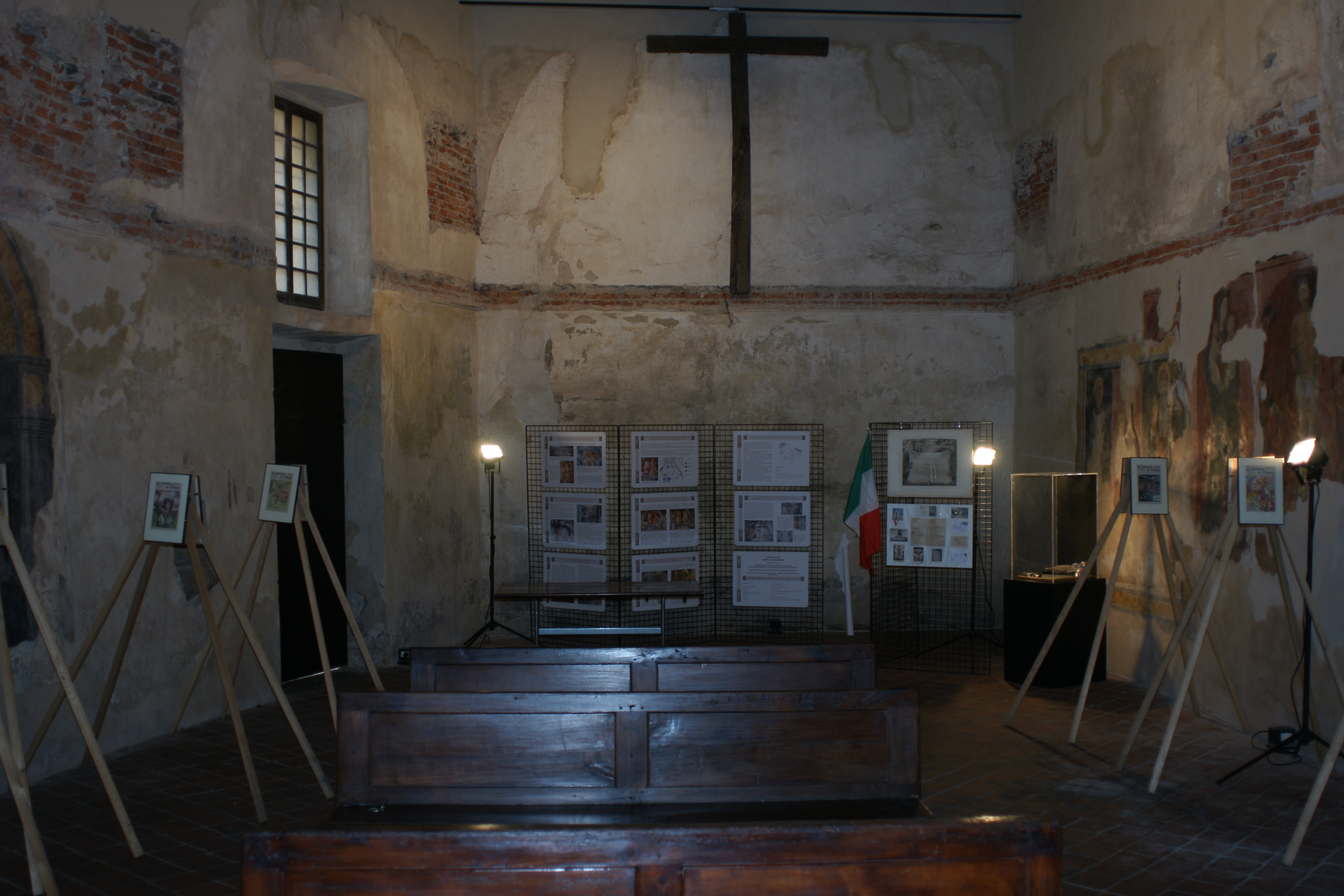
Interno della Cappella allestito per una mostra